# Autigny (Szwajcaria)
Autigny (hist. Ottenach) – szwajcarska gmina (fr. commune; niem. Gemeinde) w kantonie Fryburg, w okręgu Sarine. 

## Demografia
W Autigny mieszkają 782 osoby. W 2020 roku 15,5% populacji gminy stanowiły osoby urodzone poza Szwajcarią.

## Transport
Przez teren gminy przebiega droga główna nr 155.